# Ptelea
Pour la nymphe, voir Ptelea (hamadryade).
Genre
Ptelea est un genre de la famille des Rutacées comprenant une seule espèce, Ptelea trifoliata, l‘Orme de Samarie. C'est un arbuste ou un petit arbre de 6 à 8 m de haut originaire d'Amérique du Nord.

## Taxonomie
Certains botanistes considèrent que Ptelea n'est pas mono-spécifique mais comporte au moins quatre espèces étroitement apparentées :
- P. trifoliata var. trifoliata (P. trifoliata, sensu stricto) ;
- P. trifoliata var. baldwinii (P. baldwinii) ;
- P. trifoliata var. crenulata (P. crenulata) ;
- P. trifoliata var. angustifolia (P. angustifolia, P. lutescens).

Ptelea est le nom grec de l'orme. Carl von Linné a choisi ce mot pour ce genre en raison de la ressemblance de ses fruits avec les samares de l'orme. Trifoliata rappelle les trois parties de sa feuille composée.

## Description

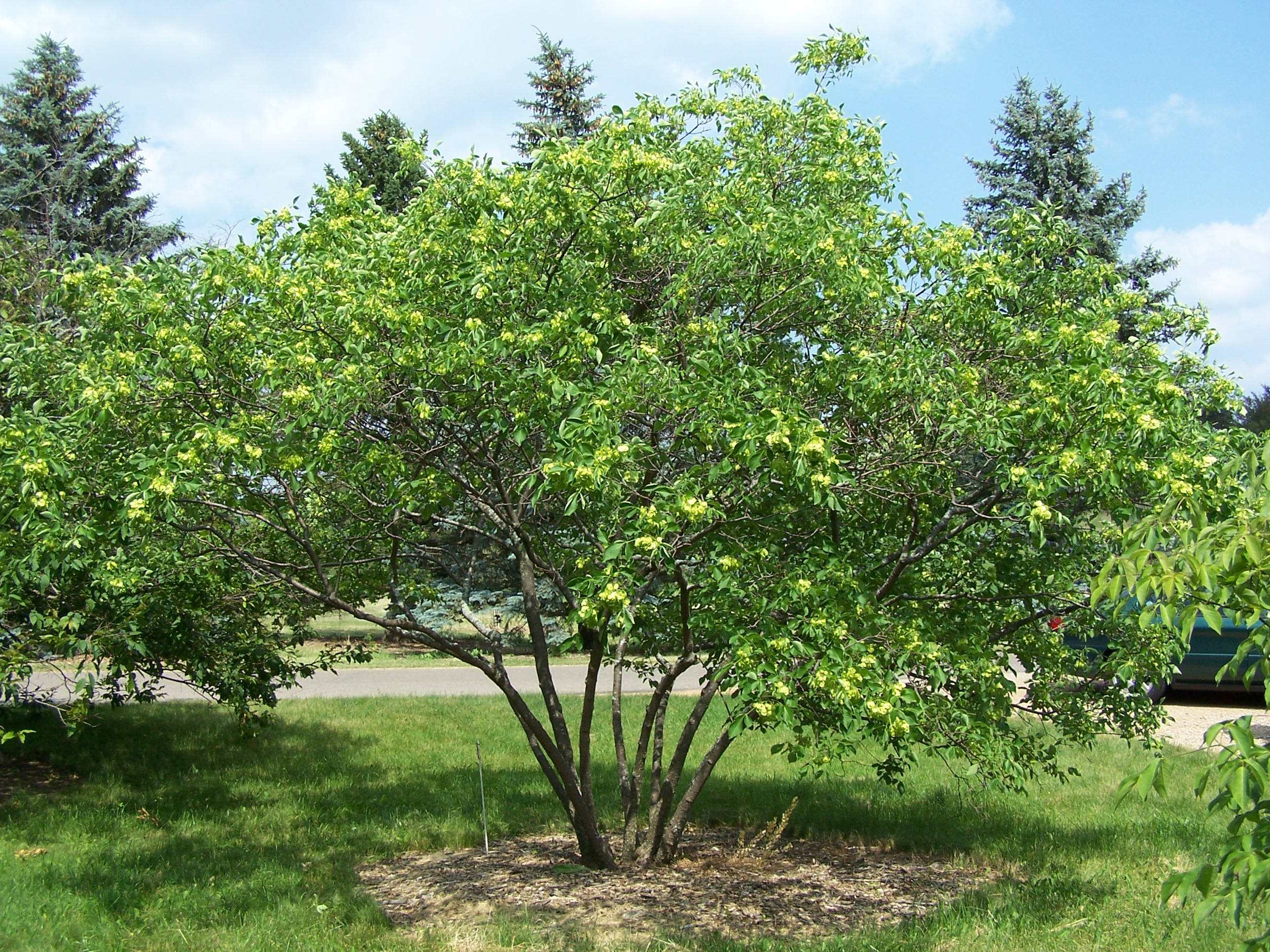
Forme arborescente.

Ptelea trifoliata est un petit arbre, ou souvent un arbuste possédant plusieurs troncs grêles. Il fait partie des sous-bois de la vallée du Mississippi et est trouvé le plus souvent sur les pentes rocailleuses. Ses racines épaisses se développent dans un sol riche et plutôt humide. Sa sève est acre et amère et son écorce possède des propriétés toniques.
Les rameaux sont minces à peu épais, bruns avec de profondes marques de pétioles en U et de petits bourgeons plus clairs et pelucheux. Les feuilles sont alternes, longues de 5 à 18 cm, composées palmées avec trois (rarement cinq) folioles, chacun de 1 à 10 cm de long, légèrement dentées ou entières, d'un profond vert luisant au-dessus, plus clair à la face inférieure. Les formes occidentales et sud-occidentales ont des feuilles plus petites (5-11 cm) que celles de l'est (10-18 cm), une adaptation au climat plus sec où elles poussent.

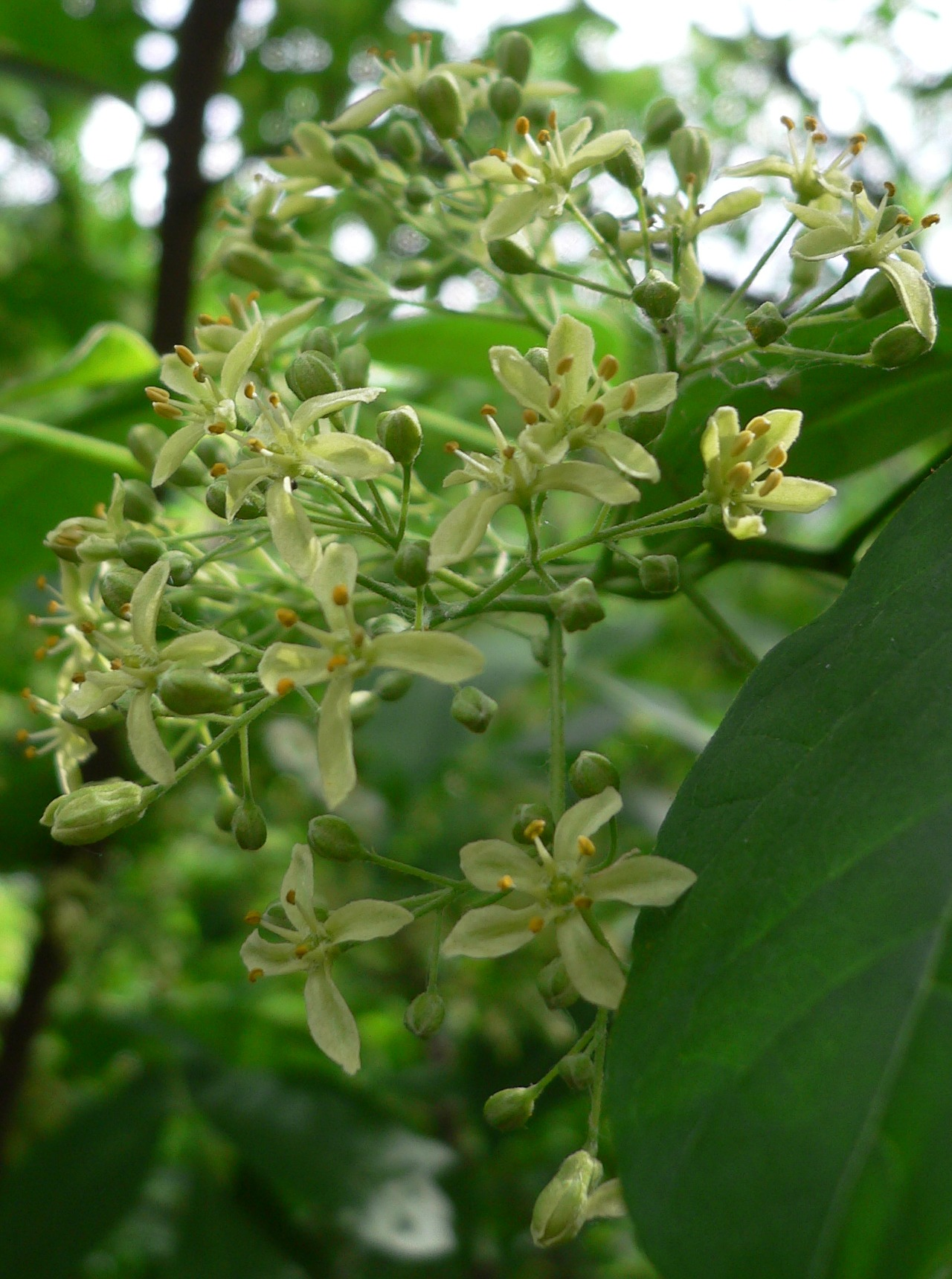
Fleurs.

Les fleurs sont petites, 1-2 cm de large, avec 4 ou 5 pétales étroits blanc-vert. Elles apparaissent au printemps en petites grappes terminales ; leur parfum est apprécié ou, au contraire, considéré comme déplaisant. Le fruit est une samare ronde ressemblant à du papier gaufré, de 2-2,5 cm de large, marron pâle, mûre en été. Il reste sur l'arbre jusqu'aux grands vents du début d'hiver.
L'écorce est de couleur brun-rouge à gris-brun, avec de courtes lenticelles horizontales, des fissures verruqueuses devenant légèrement écailleuses, une odeur déplaisante et un goût amer. Plusieurs tribus amérindiennes en font une utilisation médicinale.
- Écorce : brun-rouge sombre. Branches de même couleur, luisantes, couvertes de petites excroissances. Odeur amère et désagréable.
- Bois : brun-jaune, lourd, dur, à grain serré, satiné. Densité : 0,8319.
- Bourgeons d'hiver : petits, déprimés, ronds, pâles, couverts de poils argentés.
- Feuilles : alternes, composées trifoliées, munies de petites glandes à huiles essentielles. Folioles sessiles, ovales ou oblongs, de 7,5 à 13 cm, larges de 5 à 7,5, pointues à la base, entières ou dentelées, se réduisant vers la pointe. Nervures pennées, nervure centrale et principales proéminentes. Elles naissent très duveteuses. Matures, elles sont vert profond et luisantes au-dessus, vert pâle en dessous. En automne elles deviennent jaune-rouillé. Les pétioles sont épais, long de 6 à 8 cm, élargis à la base. Stipules manquants.
- Floraison : mai et juin. Fleurs hermaphrodites blanc-vert. Cymes terminales multipares produisant des fleurs stériles et des fleurs fertiles en même temps. Les fleurs stériles, habituellement moins nombreuses, tombent après la maturation des cellules de l'anthère. Pédicelles pelucheux.
  - Calice : divisé en quatre ou cinq, pelucheux, imbriqué dans le bouton.
  - Corolle : quatre ou cinq pétales blancs, pelucheux, écartés, hypogynes, imbriqués dans le bouton.
  - Étamines : cinq, alternant avec les pétales, hypogynes, les fleurs pistillées avec des anthères rudimentaires ; filaments en forme d'alène, plus ou moins velus ; anthère ovée ou cordée, à 2 cellules ouvrant longitudinalement.
  - Pistil : ovaire supérieur, velu, abortif dans les fleurs à étamines, avec deux ou trois cellules ; style court ; stigmate à deux ou trois lobes ; deux ovules dans chaque cellule.
- Fruit : samare ronde entourée d'une large membrane réticulée, contenant deux graines. Il mûrit en octobre et pend en grappes jusqu'au milieu de l'hiver[2].

## Distribution
Amérique du Nord, du sud de l'Ontario à la Floride à l'est, et à l'ouest jusqu'au sud de la Californie et l'État d'Oaxaca au Mexique.